# BTRC (遺伝子)
BTRC（β-transducin repeat containing）は、βTrCP1、FBXW1A（F-box/WD repeat-containing protein 1A）、FBXW1、pIκBα-E3 receptor subunitといった名称で知られるタンパク質をコードするヒトの遺伝子である。
この遺伝子はF-boxタンパク質ファミリーのメンバーをコードする。F-boxタンパク質はF-boxと呼ばれる約40残基の構造モチーフによって特徴づけられる。F-boxタンパク質はSCF複合体と呼ばれるユビキチンリガーゼ複合体の4つのサブユニットのうちの1つを構成し、常にではないものの多くの場合、リン酸化依存的に基質を認識する。F-boxタンパク質は3つのクラスに分類される。
- Fbxw: WD40リピートを含む
- Fbxl: ロイシンリッチリピートを含む
- Fbxo: 他のタンパク質間相互作用モジュールを含む、または明確なモチーフが存在しない

この遺伝子にコードされるタンパク質はFbxwに属し、F-boxに加えて複数のWD40リピートを含む。このタンパク質はツメガエルのβTrCP、酵母のMet30、アカパンカビのScon2、ショウジョウバエのSlimbと相同である。哺乳類ではβTrCP1に加えて、βTrCP2またはFBXW11と呼ばれるパラログタンパク質が存在するが、これまでのところ両者の機能は冗長的であり区別できないようである。

## 発見
ヒトのβTrCP（βTrCP1とβTrCP2の双方を指す）は、HIV-1のVpuタンパク質が細胞のCD4をタンパク質分解装置と結び付けて除去する際に結合するユビキチンリガーゼとして同定された。その後、βTrCPはさまざまな標的の分解を媒介することで複数の細胞過程を調節することが示された。細胞周期の調節因子はβTrCPの基質の主要なグループを構成している。S期の間、βTrCPはホスファターゼCDC25Aの分解を促進することでCDK1を抑制しているが、G2期にはキナーゼWEE1を分解の標的とすることでCDK1の活性化に寄与する。有糸分裂の序盤には、βTrCPはAPC/Cユビキチンリガーゼ複合体の阻害因子であるEMI1の分解を媒介する。APC/Cは中期から後期への移行（セキュリンの分解の誘導によって）と有糸分裂の終結（CDK1を活性化するサイクリンサブユニットの分解の駆動によって）を担う。さらに、βTrCPはRESTを標的とし、MAD2の転写抑制を解除する。MAD2はすべての染色分体が紡錘体の微小管に接着するまでAPC/Cを不活性化状態に維持する、紡錘体チェックポイントの必須の構成要素であり、βTrCPはこのようにAPC/Cを制御する。

## 機能
βTrCPは細胞周期チェックポイントの調節に重要な役割を果たす。βTrCPは遺伝毒性ストレスに応答して、Chk1とともにCDC25Aの分解を媒介することでCDK1活性の低下に寄与し、DNA修復が完了するまで細胞周期の進行を防ぐ。DNA複製やDNA損傷からの回復の間、βTrCPはPLK1依存的にクラスピンを標的とする。
βTrCPはタンパク質の翻訳、細胞成長や生存過程においてもにおける重要な因子であることが判明している。分裂促進因子に対する応答として、翻訳開始因子eIF4Aの阻害因子であるPDCD4はβTrCPとS6K1依存的に迅速に分解され、効率的な翻訳と細胞成長が行われる。タンパク質の翻訳に関与する他の標的としてはeEF2Kがある。eEF2Kは翻訳伸長因子eEF2をリン酸化してリボソームへの親和性を低下させる。また、βTrCPはmTORやCK1αと協働してmTORの阻害因子であるDEPTORの分解を誘導し、mTORの完全な活性化を促進する自己増幅ループを作り出す。同時に、βTrCPはアポトーシス促進タンパク質BimELの分解を媒介し、細胞生存を促進する。
βTrCPはリン酸化されたIκBαとβ-カテニンの分解モチーフと結合し、おそらくNF-κBとWnt経路を調節することで複数の転写プログラムで機能している。βTrCPは中心小体のdisengagement（解離）とlicensing（複製ライセンス化）を調節することが示されている。βTrCPは前中期にintercentrosomal linker protein（中心体間リンカータンパク質）CEP68を標的とし、中心小体のdisengagementとその後のseparation（分離）に寄与する。

## 相互作用
βTrCPは次に挙げる因子と相互作用することが示されている。
- BCL2L11[23]
- CDC25A（英語版）[9][14]
- CDC34（英語版）[27][28]
- CLSPN（英語版）[15][16][17]
- CTNNB1[25][29]
- CUL1（英語版）[27][30][31]
- DEPTOR[20][21][22]
- DLG1（英語版）[32]
- FBXO5（英語版）[11][12]
- FBXW11[30]
- IκBα（英語版）[30][33]
- NFKB2（英語版）[34][35]
- PDCD4（英語版）[18]
- RELA（英語版）[33]
- REST[11][36]
- SKP1（英語版）[7][27][30][31][37]
- TANGO2（英語版）[38]
- WEE1（英語版）[10]

## 臨床的意義
βTrCPは一部の組織ではがんタンパク質としてふるまう。βTrCPの発現レベルの上昇は、大腸がん、膵臓がん、肝芽腫、そして乳がんでみられる。

## 関連文献
- “SCFbeta-TRCP controls oncogenic transformation and neural differentiation through REST degradation”. Nature 452 (7185):  370–4. (March 2008). Bibcode: 2008Natur.452..370W. doi:10.1038/nature06780. PMC 2688689. PMID 18354483.
- “A ubiquitin ligase complex essential for the NF-kappaB, Wnt/Wingless, and Hedgehog signaling pathways”. Genes & Development 13 (5):  505–10. (March 1999). doi:10.1101/gad.13.5.505. PMID 10072378.
- “Roles of HIV-1 auxiliary proteins in viral pathogenesis and host-pathogen interactions”. Cell Research 15 (11–12):  923–34. (2006). doi:10.1038/sj.cr.7290370. PMID 16354571.
- “Normalization and subtraction: two approaches to facilitate gene discovery”. Genome Research 6 (9):  791–806. (September 1996). doi:10.1101/gr.6.9.791. PMID 8889548.
- “Identification of the receptor component of the IkappaBalpha-ubiquitin ligase”. Nature 396 (6711):  590–4. (December 1998). doi:10.1038/25159. PMID 9859996.
- “The SCFbeta-TRCP-ubiquitin ligase complex associates specifically with phosphorylated destruction motifs in IkappaBalpha and beta-catenin and stimulates IkappaBalpha ubiquitination in vitro”. Genes & Development 13 (3):  270–83. (February 1999). doi:10.1101/gad.13.3.270. PMC 316433. PMID 9990852.
- “Signal-induced ubiquitination of IkappaBalpha by the F-box protein Slimb/beta-TrCP”. Genes & Development 13 (3):  284–94. (February 1999). doi:10.1101/gad.13.3.284. PMC 316434. PMID 9990853.
- “An F-box protein, FWD1, mediates ubiquitin-dependent proteolysis of beta-catenin”. The EMBO Journal 18 (9):  2401–10. (May 1999). doi:10.1093/emboj/18.9.2401. PMC 1171323. PMID 10228155.
- “beta-TrCP mediates the signal-induced ubiquitination of IkappaBbeta”. The Journal of Biological Chemistry 274 (42):  29591–4. (October 1999). doi:10.1074/jbc.274.42.29591. PMID 10514424.
- “Identification of a family of human F-box proteins”. Current Biology 9 (20):  1177–9. (October 1999). doi:10.1016/S0960-9822(00)80020-2. PMID 10531035.
- “Characterization of the human suppressor of fused, a negative regulator of the zinc-finger transcription factor Gli”. Journal of Cell Science. 112 112 ( Pt 23):  4437–48. (December 1999). PMID 10564661.
- “Homodimer of two F-box proteins betaTrCP1 or betaTrCP2 binds to IkappaBalpha for signal-dependent ubiquitination”. The Journal of Biological Chemistry 275 (4):  2877–84. (January 2000). doi:10.1074/jbc.275.4.2877. PMID 10644755.
- “Nedd8 modification of cul-1 activates SCF(beta(TrCP))-dependent ubiquitination of IkappaBalpha”. Molecular and Cellular Biology 20 (7):  2326–33. (April 2000). doi:10.1128/MCB.20.7.2326-2333.2000. PMC 85397. PMID 10713156.
- “Differential interaction of plakoglobin and beta-catenin with the ubiquitin-proteasome system”. Oncogene 19 (16):  1992–2001. (April 2000). doi:10.1038/sj.onc.1203519. PMID 10803460.
- “Five human genes encoding F-box proteins: chromosome mapping and analysis in human tumors”. Cytogenetics and Cell Genetics 88 (3–4):  255–8. (2000). doi:10.1159/000015532. PMID 10828603.
- “SCF(beta)(-TrCP) ubiquitin ligase-mediated processing of NF-kappaB p105 requires phosphorylation of its C-terminus by IkappaB kinase”. The EMBO Journal 19 (11):  2580–91. (June 2000). doi:10.1093/emboj/19.11.2580. PMC 212749. PMID 10835356.
- “SCF(beta-TRCP) and phosphorylation dependent ubiquitinationof I kappa B alpha catalyzed by Ubc3 and Ubc4”. Oncogene 19 (31):  3529–36. (July 2000). doi:10.1038/sj.onc.1203647. PMID 10918611.
- “The hPLIC proteins may provide a link between the ubiquitination machinery and the proteasome”. Molecular Cell 6 (2):  409–19. (August 2000). doi:10.1016/S1097-2765(00)00040-X. PMID 10983987.